# Малишко Дмитро Володимирович
Малишко Дмитро Володимирович (19 березня 1987, Сосновий Бор, РРФСР, СРСР) — російський біатлоніст, Олімпійський чемпіон Сочі 2014 в естафеті, срібний призер чемпіонату Європи в естафеті 2011 року, переможець та призер етапів Кубка світу з біатлону.

## Кар'єра в Кубку світу
Дебют Дмитра на етапах Кубка світу з біатлону відбувся на 2 етапі Кубка світу сезону 2011/2012 років, що проходив в австрійському Гохфільцені. Він провів дві гонки показавши 10 час у спринті та 21 у гонці переслідування. Вже на 3 етапі Кубка світу, що знову, через відсутність снігу у французькому Ансі, проходив у Гохфільцені, Дмитро вперше піднявся на подіум. Він разом з товаришами по команді виборов бронзу в естафеті. Свою ж особисту нагороду Малишко здобув на 8 етапі Кубка світу у фінському Контіалахті — бронзу в гонці переслідування. За результатами сезону Дмитро посів 19 місце у загальному заліку біатлоністів.
У сезонні 2012/2013 років Дмитру вдалося закріпитися в основі збірної. Вже на 2 етапі Кубка світу сезону, що проходив в австрійському Гохфільцені він здобув першу нагороду сезону — срібло в персьюті. На 4 етапі Кубка світу Дмитро здобув свою першу особисту перемогу в спринтерській гонці, а вже наступного дня повторив своє досягнення і в персьюті. Досить непоганими були і виступи Дмитра у естафетних гонках. Протягом сезону йому разом з товаришима вдалося двічі перемогти в естафетних гонках і по одному разу бути другими та третіми, що дало їм змогу стати володарями малого кришталевого глобусув заліку естафет. За підсумками сезону Малишку вдалося набрати 645 залікових балів та посісти 8 місце в загальному заліку біатлоністів. У своїй збірній Дмитро поступився лише Євгену Устюгову, який фінішував 6-м в загальному заліку.
- Дебют в кубку світу — 9 грудня 2011 року в спринті в Гохфільцені — 10 місце.
- Перше попадання в залікову зону — 9 грудня 2011 року в спринті в Гохфільцені — 10 місце.
- Перший подіум — 11 грудня 2011 року в естафеті в Гохфільцені — 2 місце.
- Перший особистий подіум — 12 лютого 2012 року в гонці переслідування в Контіолахті — 3 місце.
- Перша перемога — 5 січня 2013 року в спринті в Обергофі — 1 місце.

## Виступи на Олімпійських іграх
| Рік  | Місце проведення | Інд | Спр | Пр | МС | Ест | ЗЕ |
| 2014 | Сочі             |     | 28  | 33 | 20 | 1   |    |

## Виступи на чемпіонатах світу
| Рік  | Місце проведення     | Інд | Спр | Пр | МС | Ест | ЗМ |
| 2012 | Рупольдінг           | 35  |     |    |    | 6   | 5  |
| 2013 | Нове Место-на-Мораві |     | 5   | 4  | 15 | 4   | 6  |

## Виступи на чемпіонатах Європи

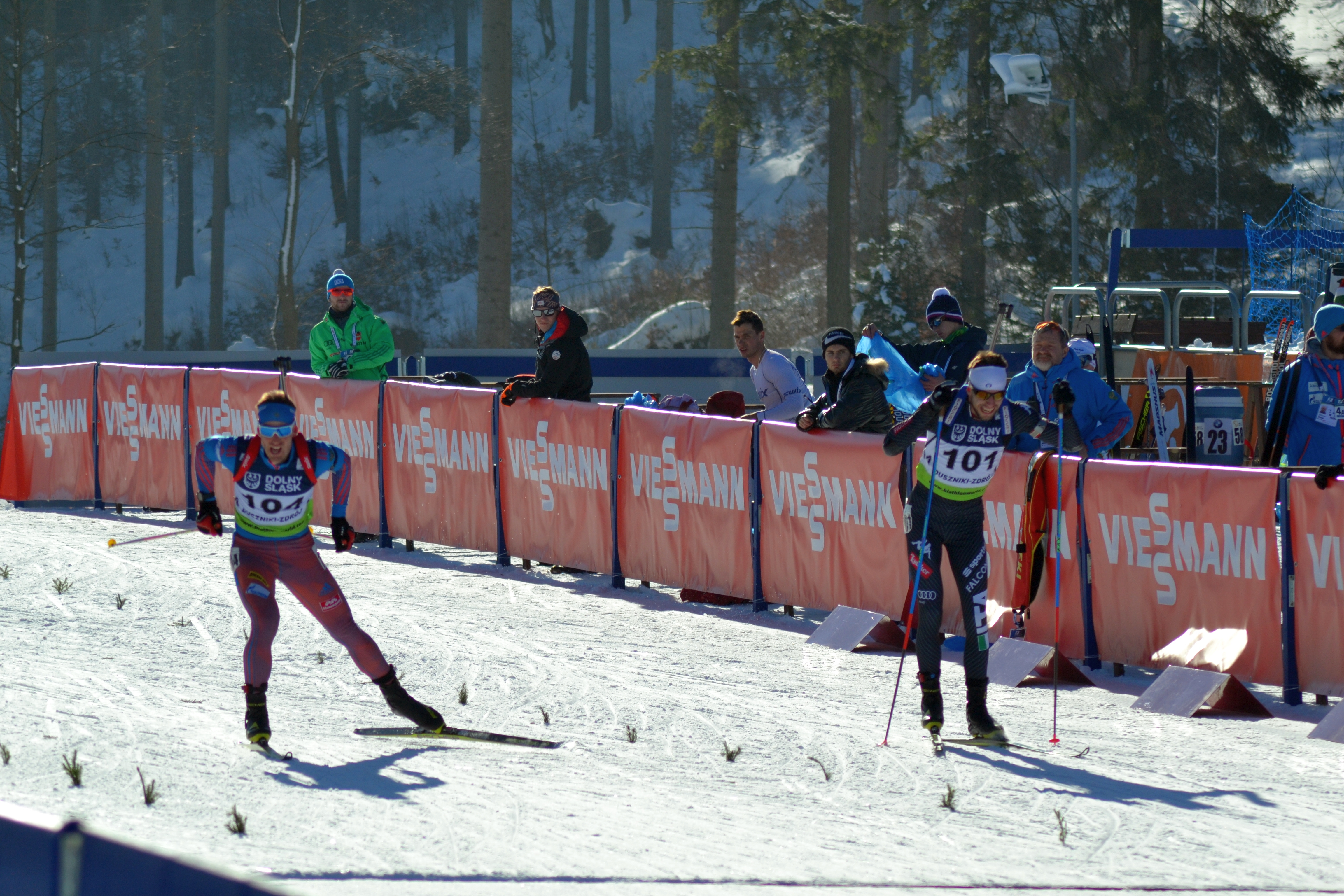
Завершити в спринтерській гонці 2017th чемпіонату Європи

| Рік  | Міце проведення | Інд | Спр | Пр | Ест |
| 2011 | Отепя           | 25  |     |    | 2   |

## Загальний залік в Кубку світу
- 2011–2012 — 19-е місце (498 очок)
- 2012–2013 — 8-е місце (645 очок)

## Особисті тренери
- Перший тренер (1995–2008) — Юрій Парфенов
- 2008— — Дмитро Кучеров

## Перемоги та призові місця на етапах Кубка світу

### Перемоги
| №пп | Дата            | Місце проведення | Дисципліна        | Стрільба | Час       | Змагання               |
| --- | --------------- | ---------------- | ----------------- | -------- | --------- | ---------------------- |
| 1   | 4 січня 2013    | Обергоф          | 4х7,5 км Естафета |          | 1:20:35.7 | Кубок світу з біатлону |
| 2   | 5 січня 2013    | Обергоф          | 10 км Спринт      | 1+0      | 25:07.9   | Кубок світу з біатлону |
| 3   | 6 січня 2013    | Обергоф          | 12,5 км Персьют   | 0+0+0+0  | 32:22.9   | Кубок світу з біатлону |
| 4   | 10 березня 2013 | Сочі             | 4х7,5 км Естафета |          | 1:09:50.8 | Кубок світу з біатлону |

### Другі місця
| №пп | Дата           | Місце проведення    | Дисципліна        | Стрільба | Час       | Відставання | Переможець      | Змагання               |
| --- | -------------- | ------------------- | ----------------- | -------- | --------- | ----------- | --------------- | ---------------------- |
| 1   | 11 грудня 2011 | Гохфільцен          | 4х7,5 км Естафета |          | 1:15:06.8 | +13.9       | Збірна Норвегії | Кубок світу з біатлону |
| 2   | 8 грудня 2012  | Гохфільцен          | 12,5 км Персьют   | 0+0+0+1  | 34:15.7   | +0.9        | Яков Фак        | Кубок світу з біатлону |
| 3   | 13 січня 2013  | Рупольдинг          | 15 км Мас-старт   | 1+0+0+0  | 36:28.2   | +0.5        | Мартен Фуркад   | Кубок світу з біатлону |
| 4   | 20 січня 2013  | Анхольц-Антерсельва | 4х7,5 км Естафета |          | 1:13:36.1 | +10.1       | Збірна Франції  | Кубок світу з біатлону |

### Треті місця
| №пп | Дата           | Місце проведення | Дисципліна        | Стрільба | Час       | Відставання | Переможець           | Змагання               |
| --- | -------------- | ---------------- | ----------------- | -------- | --------- | ----------- | -------------------- | ---------------------- |
| 1   | 12 лютого 2012 | Контіолахті      | 12,5 км Персьют   | 1+0+1+0  | 34:06.5   | +22.7       | Уле-Ейнар Б'єрндален | Кубок світу з біатлону |
| 2   | 9 грудня 2012  | Гохфільцен       | 4х7,5 км Естафета |          | 1:18:41.8 | +46.6       | Збірна Норвегії      | Кубок світу з біатлону |

## Статистика стрільби
| № п/п | Сезон     | Загальна        | Індивідуальна гонка | Спринт        | Гонка переслідування | Мас-старт     | Естафета      |
| ----- | --------- | --------------- | ------------------- | ------------- | -------------------- | ------------- | ------------- |
| 1     | 2011-2012 | 81,8% (305/373) | 80,0% (32/40)       | 81,3% (65/80) | 83,3% (100/120)      | 85,0% (68/80) | 75,5% (40/53) |
| 2     | 2012-2013 | 85,4% (346/405) | 90,0% (36/40)       | 78,9% (71/90) | 92,5% (111/120)      | 86,3% (69/80) | 78,7% (59/75) |